# Кожин, Павел Петрович
Павел Петрович Кожин (1924—1945) — красноармеец Рабоче-крестьянской Красной Армии, участник Великой Отечественной войны, Герой Советского Союза (1945).

## Биография
Павел Кожин родился в 1924 году в деревне Осово-Шолома Сольвычегодского уезда Северо-Двинской губернии (ныне Котласского района Архангельской области). Окончил восемь классов школы. В 1942 году Кожин был призван на службу в Рабоче-крестьянскую Красную Армию. С сентября того же года — на фронтах Великой Отечественной войны. В 1943 году был ранен. К июлю 1944 года гвардии красноармеец Павел Кожин был стрелком 2-й стрелковой роты 95-го гвардейского стрелкового полка 31-й гвардейской стрелковой дивизии 11-й гвардейской армии 3-го Белорусского фронта. Отличился во время форсирования Немана.
В ночь с 12 на 13 июля 1944 года Кожин, служивший в батальоне капитана Онусайтиса, переправился в составе группы из пяти человек через Неман в районе Алитуса. Уничтожив передовое охранение противника, группа захватила окопы и корректировала огонь артиллерии, одновременно ведя бой с контратакующим противником. Действия группы способствовали успешной переправе всего батальона. За этот бой все бойцы группы — Кочеров, Петраков, Моисеев, Кожин и Васечко — были представлены к званию Героя Советского Союза.
Указом Президиума Верховного Совета СССР от 24 марта 1945 года за «проявленный героизм в борьбе с немецкими захватчиками при форсировании реки Неман» гвардии красноармеец Павел Кожин был удостоен высокого звания Героя Советского Союза. Орден Ленина и медаль «Золотая Звезда» он получить не успел, так как погиб к югу от Кёнигсберга 26 марта 1945 года. Похоронен в братской могиле в городе Гурьевске Калининградской области.
Был также награждён орденом Славы 3-й степени.